# Финшер, Людвиг
Людвиг Фи́ншер (нем. Ludwig Finscher; 14 марта 1930, Кассель — 30 июня 2020, Вольфенбюттель) — немецкий музыковед.
Окончил Гёттингенский университет (1954). В том же году в Гёттингене защитил докторскую диссертацию, посвящённую мессам и мотетам фламандского композитора XV века Луазе Компера («Die Messen und Motetten Loyset Compères»). В 1955—1960 гг. практиковал как независимый музыкальный критик, с 1960 г. был ассистентом музыковеда В. Виоры сперва в Кильском, а с 1965 г. в Саарском университете. В 1967 г. габилитировался в Саарбрюккене с диссертацией «Классический струнный квартет и его основы у Йозефа Гайдна» (нем. Das klassische Streichquartett und seine Grundlegung durch Joseph Haydn); диссертация Финшера была опубликована в 1974 г. под названием «Исследования по истории струнного квартета, часть I» (часть II не была написана). В 1968—1981 гг. профессор музыковедения во Франкфурте, в 1981—1995 гг. в Гейдельберге. В 1977—1981 гг. президент Международного общества музыкальных исследований.
Основной труд Финшера — составленное и отредактированное им новое (второе, 29-томное) издание энциклопедии «Музыка в истории и современности» (нем. Die Musik in Geschichte und Gegenwart), для которой написал 67 статей: Instrumentalmusik (ок. 160 тыс. знаков), Zyklus (36 тыс. знаков), Bicinium  (30 тыс. знаков), Tricinium (25 тыс. знаков) и др. 
Автор нескольких статей о Гайдне, Моцарте и об истории венской классической школы в целом. Занимался также музыкой эпохи Возрождения, написал ряд статей о старинной музыке в двухтомный словарь-справочник «Музыка XV и XVI веков». Один из редакторов полных собраний сочинений К. В. Глюка, В. А. Моцарта и П.Хиндемита.
В 2006 году Финшер удостоен престижной Премии Бальцана. 

## Публикации (выборка)
- Zum Begriff der Klassik in der Musik // Deutsches Jahrbuch der Musikwissenschaft XI (1966), S.9-34.
- Zum Parodieproblem bei Bach // Bach-Interpretationen, hrsg. v. M. Geck. Göttingen, 1969, S.94-105.
- Gesualdos «Atonalität» und das Problem des musikalischen Manierismus // Archiv für Muskwissenschaft 29 (1972), S.1-16.
- Studien zur Geschichte des Streichquartetts. T.1: Die Entstehung des klassischen Streichquartetts von den Vorformen zur Grundlegung durch Joseph Haydn. Kassel, 1974 (Saarbrücker Studien zur Musikwissenschaft, Bd. 3). ISBN 9783761804193.
- Zwischen absoluter und Programmusik: zur interpretation der deutschen romantischen Symphonie // Über Symphonien. Beiträge zu einer musikalischen Gattung: Walter Wiora zum 70. Geburtstag, hrsg. v. C.-H. Mahling. Tutzing, 1979, S.103-15.
- Die Entstehung nationaler Stile in der europäischen Musikgeschichte // Forum musicologicum IV (1984), S.33-56.
- Zur Bedeutung der Kammermusik in Hindemiths Frühwerk // Hindemith-Jahrbuch 1988, S.9-25.
- Die Musik des 15. und 16. Jahrhunderts, hrsg. v. L.Finscher, C.Dahlhaus, H.Danuser, H.-J.Hinrichsen. 2 Bde. Laaber: Laaber-Verlag, 1989—1990. 668 S. (Neues Handbuch der Musikwissenschaft, 3) (редактор и автор словарных статей).
- …Hier und da — können auch Kenner allein Satisfaction erhalten…: zur Entstehung von Mozarts klassischem Stil // Jahrbuch der Akademie der Wissenschaften in Göttingen (1991), S.56-73.
- Die Entstehung des Komponisten: zum Problem Komponistenindividualität und Individualstil in der Musik des 14. Jahrhunderts // International Review of the Aesthetics and Sociology of Music 25 (1994), S.149-64.